# Tetraquishexaedro

Modelo 3D giratorio del sólido.

El tetraquishexaedro o hexaedro tetrakis es uno de los sólidos de Catalan, que luce como un cubo cuyas caras se han inflado con una pirámide baja de base cuadrada. Por eso en la nomenclatura de los sólidos de Catalan toma el prefijo tetraquis-. También es conocido como tetrahexaedro; es de caras no regulares pero uniformes. Su ángulo diédrico es de 143° 8'. Es uno de los poliedros que se han usado para fabricar dados; en la nomenclatura de los dados se le nombra (d24) .